# Crispatotrochus avis
Espèce
Crispatotrochus avis est une espèce de coraux appartenant à la famille des Caryophylliidae.